# Chilenius tabulifrons
Chilenius tabulifrons là một loài bọ cánh cứng trong họ Bostrichidae. Loài này được Lesne miêu tả khoa học lần đầu tiên vào năm 1935.